# Nikolaj Arcel
Nikolaj Arcel (født 25. august 1972) er en dansk manuskriptforfatter og filminstruktør.

## Karriere
Arcel er uddannet i 2001 fra Den Danske Filmskole med den prisbelønnede afgangsfilm Woyzeks sidste symfoni. Han skrev i 2002 manuskriptet til Klatretøsen, og brød igennem som instruktør i 2004 med filmatiseringen af Niels Krause-Kjærs roman Kongekabale med bl.a. Anders W. Berthelsen og Søren Pilmark. Filmen modtog en lang række priser. Udover at instruere filmen, skrev han også manuskriptet til den sammen med Rasmus Heisterberg, som han efterfølgende har haft et tæt samarbejde med.
Han instruerede og skrev, sammen med Heisterberg, De fortabte sjæles Ø fra 2007, som med et budget på 39 mio. kr. er en af de dyreste i sin genre i Danmark. Filmen vandt 5 Robertpriser, blandt andet prisen som bedste børne- og familiefilm. Han har også skrevet manuskripterne til tegnefilmen Rejsen til Saturn og den succesfulde svenske film Mænd der hader kvinder baseret på Stieg Larssons roman, som i 2011 modtog en BAFTA Award for bedste udenlandske film.
I 2012 instruerede han det historiske drama En kongelig affære, som fortæller historien om Struensee, spillet af Mads Mikkelsen, og Caroline Mathilde, spillet af Alicia Vikander. Filmen er solgt til flere lande internationalt, og vandt to Sølvbjørne ved Filmfestivalen i Berlin. Filmen blev også nomineret til en Oscar og en Golden Globe for bedste udenlandske film.

## Private forhold
Nikolaj Arcel er lillebror til skuespilleren Nastja Arcel. Han har tidligere været kæreste med skuespillerinden Rosalinde Mynster.

## Filmografi

### Instruktør
- Woyzeks sidste symfoni (2001) (afgangsfilm)
- Kongekabale (2004)
- De fortabte sjæles Ø (2007)
- Sandheden om mænd (2010)
- En kongelig affære (2012)
- The Dark Tower (2017)

### Forfatter
- Woyzeks sidste symfoni (2001) (afgangsfilm)
- Klatretøsen (2002)
- Kongekabale (2004)
- De fortabte sjæles Ø (2007)
- Cecilie (2007)
- Fighter (2007)
- Rejsen til Saturn (2008)
- Mænd der hader kvinder (2009)
- Sandheden om mænd (2010)
- En kongelig affære (2012)
- Kvinden i buret (2013)
- The Dark Tower (2017)

## Priser
- 2002 – Clermont-Ferrand International short film festival i den internationale konkurrence for kortfilm for Woyzecks sidste symfoni.
- 2003 – Robert for Årets originalmanuskript for Klatretøsen.
- 2004 – Copenhagen International Film Festival, Publikumprisen, for Kongekabele.
- 2005 – Bodil for Årets danske spillefilm for Kongekabale.
- 2005 – Bodil for Årets instruktør for Kongekabale
- 2005 – Bodil for Årets bedste adapterede manuskript for Kongekabale.
- 2008 – Robert for Årets børne- og familiefilm for De fortabte sjæles Ø.